# Suratgarh
Suratgarh là một thành phố và khu đô thị của quận Ganganagar thuộc bang Rajasthan, Ấn Độ.

## Địa lý
Suratgarh có vị trí 29°19′B 73°54′Đ / 29,32°B 73,9°Đ Nó có độ cao trung bình là 168 mét (551 feet).

## Nhân khẩu
Theo điều tra dân số năm 2001 của Ấn Độ, Suratgarh có dân số 58.076 người. Phái nam chiếm 53% tổng số dân và phái nữ chiếm 47%. Suratgarh có tỷ lệ 63% biết đọc biết viết, cao hơn tỷ lệ trung bình toàn quốc là 59,5%: tỷ lệ cho phái nam là 70%, và tỷ lệ cho phái nữ là 54%. Tại Suratgarh, 15% dân số nhỏ hơn 6 tuổi.